# Mytisjtsji
Mytisjtsji (Russisch: Мытищи) is de op een na grootste stad (na Podolsk) van de Russische oblast Moskou. De plaats ligt aan de rivier Jaoeza op 19 kilometer ten noordoosten van het centrum van Moskou. De stad telde 255.429 inwoners bij volkstelling van 2021.
De stad werd in 1460 voor het eerst in een document genoemd, als tolstation op de weg tussen Moskou en Sergiev Posad. Tegenwoordig is de stad een voorstad van Moskou en is de industrie dominant.
Tijdens het Wereldkampioenschap ijshockey 2007 werden er ook wedstrijden in Mytisjtsji gespeeld.

## Bezienswaardigheden
- Christus Geboortekerk

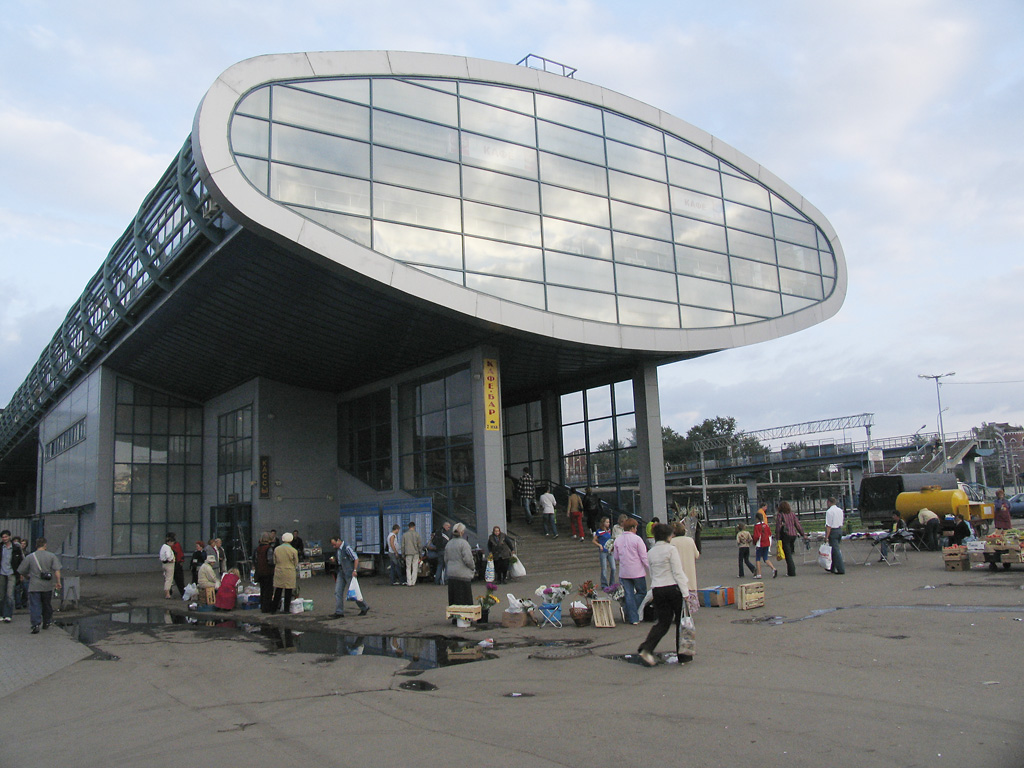
Het station van Mytisjtsji

## Stedenband
- Gabrovo (Bulgarije)

## Geboren
- Michail Semitsjastni (1910–1978), voetballer
- Gennadi Strekalov (1940–2004), kosmonaut
- Svetlana Zaboloejeva (1966), basketbalspeelster
- Svetlana Moskalets (1969), atlete
- Jelena Kondakova (1970), kosmonaute
- Aleksandr Pitsjoesjkin (1974), seriemoordenaar
- Oleg Pasjinin (1974), Oezbeeks voetballer

Aprelevka · Balasjicha · Bronnitsy · Chimki · Chotkovo · Dedovsk · Dmitrov · Doebna · Dolgoproedny · Domodedovo · Drezna · Dzerzjinski · Elektrogorsk · Elektro-oegli · Elektrostal · Frjazino · Golitsyno · Istra · Ivantejevka · Jachroma · Jegorjevsk · Joebilejny · Kasjira · Klimovsk · Klin · Koebinka · Koerovskoje · Kolomna · Koroljov · Kotelniki · Krasnoarmejsk · Krasnogorsk · Krasnozavodsk · Krasnoznamensk · Likino-Doeljovo · Ljoebertsy · Lobnja · Loechovitsy · Losino-Petrovski · Lytkarino · Moskovski · Mytisjtsji · Naro-Fominsk · Noginsk · Odintsovo · Orechovo-Zoejevo · Ozjerelje · Ozjory · Pavlovski Posad · Peresvet · Podolsk · Poesjkino · Poesjtsjino · Protvino · Ramenskoje · Reoetov · Roeza · Rosjal · Sergiev Posad · Serpoechov · Sjatoera · Sjtsjerbinka · Sjtsjolkovo · Solnetsjnogorsk · Staraje Koepavna · Stoepino · Taldom · Troitsk · Tsjechov · Tsjernogolovka · Vereja · Vidnoje · Volokolamsk · Voskresensk · Vysokovsk · Zarajsk · Zjeleznodorozjny · Zjoekovski · Zvenigorod